# Lliga de Reunió de Futbol
La Lliga de Reunió de Futbol (francès: Ligue Réunionnaise de Football; LRF) és la institució que regeix el futbol a Reunió. Agrupa tots els clubs de futbol del país i es fa càrrec de l'organització de la Lliga de Reunió de futbol i la Copa. També és titular de la Selecció de futbol de Reunió absoluta i les de les altres categories.
Va ser fundada el 1956.
- Afiliació a la FIFA: no afiliada
- Afiliació a la CAF: 17 de desembre de 1992[1]